# Фримени
Фримени, або Вільні люди (англ. Fremen (інші варіанти перекладу — Вільні, Вольники, Фремени)) — плем'я людей у всесвіті Дюни — серії книг американського письменника Френка Герберта. Фримени мешкають на планеті Арракіс, також відомій як Дюна, пустельній планеті — єдиному джерелі прянощів, з яких виготовляють меланж.
Фримени прибули на Дюну за тисячі років до подій роману як мандрівники Дзен-суніти, релігійна секта (її назва, судячи з усього, є гібридом дзен-буддизму і сунізму) у вигнанні. За століття життя на Арракісі фримени пристосувалися до жорстокого клімату планети. Вони назвали себе Вільними людьми Дюни.

## Культура
Фримени живуть у січах. У кожній є свій наїб, слово якого — закон, доки хтось не відкине його лідерство у поєдинку. Практикується полігамія. Фрименська система правосуддя спирається на судові поєдинки. Наїбом племені є людина, яка вбила свого попередника в поєдинку. Будь-який фримен може викликати іншого на дуель під будь-яким приводом, пов'язаним із порушенням правил етикету, закону тощо; переможець бере на себе відповідальність за дружину, дітей та частину майна переможеного і, відповідно, задовольняє таким чином свої вимоги, що призвели до дуелі. Поєдинки проходять без дистикостів, так що за рахунок спеціальної переробки тіла переможеного у воду, втрати під час сутички відшкодовуються переможцю.

## Водна дисципліна
Суспільство фрименів побудоване на збиранні, накопиченні та збереженні води — головного багатства на пустельній Дюні. Традиції, пов'язані з водою, породили багато ритуалів. Так, виразом високої поваги (проте, частіше цей жест трактується у протилежному сенсі) є плювок або інша подібна витрата рідини перед іншою людиною. Сльози, своєю чергою, є своєрідною даниною загиблим.